# Gardkowice
Gardkowice (kaszb. Gôrdkòjce) – mała osada kaszubska w Polsce położona w województwie pomorskim, w powiecie wejherowskim, w gminie Choczewo. Osada jest częścią składową sołectwa Łętowo.
W latach 1975–1998 miejscowość administracyjnie należała do województwa gdańskiego.

## Części osady
| SIMC    | Nazwa                | Rodzaj     |
| ------- | -------------------- | ---------- |
| 0160270 | Karczemka Gardkowska | przysiółek |

## Demografia
Współczesna struktura demograficzna osady Gardkowice na podstawie danych z lat 1995–2009 według roczników GUS-u, z prezentacją danych z 2002:

| WYSZCZEGÓLNIENIE | WYSZCZEGÓLNIENIE | WYSZCZEGÓLNIENIE | WYSZCZEGÓLNIENIE | WYSZCZEGÓLNIENIE | J. m.       | POPULACJA MIESZKAŃCÓW (w przedziałach wiekowych w 2002 roku) | POPULACJA MIESZKAŃCÓW (w przedziałach wiekowych w 2002 roku) | POPULACJA MIESZKAŃCÓW (w przedziałach wiekowych w 2002 roku) | POPULACJA MIESZKAŃCÓW (w przedziałach wiekowych w 2002 roku) | POPULACJA MIESZKAŃCÓW (w przedziałach wiekowych w 2002 roku) | POPULACJA MIESZKAŃCÓW (w przedziałach wiekowych w 2002 roku) | POPULACJA MIESZKAŃCÓW (w przedziałach wiekowych w 2002 roku) | POPULACJA MIESZKAŃCÓW (w przedziałach wiekowych w 2002 roku) | POPULACJA MIESZKAŃCÓW (w przedziałach wiekowych w 2002 roku) | POPULACJA MIESZKAŃCÓW (w przedziałach wiekowych w 2002 roku) |
| WYSZCZEGÓLNIENIE | WYSZCZEGÓLNIENIE | WYSZCZEGÓLNIENIE | WYSZCZEGÓLNIENIE | WYSZCZEGÓLNIENIE | J. m.       | OGÓŁEM                                                       | 0-9                                                          | 10-19                                                        | 20-29                                                        | 30-39                                                        | 40-49                                                        | 50-59                                                        | 60-69                                                        | 70-79                                                        | 80 +                                                         |
| ---------------- | ---------------- | ---------------- | ---------------- | ---------------- | ----------- | ------------------------------------------------------------ | ------------------------------------------------------------ | ------------------------------------------------------------ | ------------------------------------------------------------ | ------------------------------------------------------------ | ------------------------------------------------------------ | ------------------------------------------------------------ | ------------------------------------------------------------ | ------------------------------------------------------------ | ------------------------------------------------------------ |
| I.               | OGÓŁEM           | OGÓŁEM           | OGÓŁEM           | OGÓŁEM           | os.         | 51                                                           | 5                                                            | 12                                                           | 7                                                            | 8                                                            | 3                                                            | 7                                                            | 4                                                            | 3                                                            | 2                                                            |
| I.               | —                | odsetek          | odsetek          | odsetek          | %           | 100                                                          | 9,8                                                          | 23,5                                                         | 13,7                                                         | 15,7                                                         | 5,9                                                          | 13,7                                                         | 7,9                                                          | 5,9                                                          | 3,9                                                          |
| I.               | 1.               | WEDŁUG PŁCI      | WEDŁUG PŁCI      | WEDŁUG PŁCI      | WEDŁUG PŁCI | WEDŁUG PŁCI                                                  | WEDŁUG PŁCI                                                  | WEDŁUG PŁCI                                                  | WEDŁUG PŁCI                                                  | WEDŁUG PŁCI                                                  | WEDŁUG PŁCI                                                  | WEDŁUG PŁCI                                                  | WEDŁUG PŁCI                                                  | WEDŁUG PŁCI                                                  | WEDŁUG PŁCI                                                  |
| I.               | 1.               | A.               | Mężczyzn         | Mężczyzn         | os.         | 29                                                           | 4                                                            | 7                                                            | 3                                                            | 5                                                            | 3                                                            | 3                                                            | 3                                                            | 1                                                            | —                                                            |
| I.               | 1.               | A.               | —                | odsetek          | %           | 56,9                                                         | 7,8                                                          | 13,7                                                         | 5,9                                                          | 9,8                                                          | 5,9                                                          | 5,9                                                          | 5,9                                                          | 2                                                            | —                                                            |
| I.               | 1.               | B.               | Kobiet           | Kobiet           | os.         | 22                                                           | 1                                                            | 5                                                            | 4                                                            | 3                                                            | —                                                            | 4                                                            | 1                                                            | 2                                                            | 2                                                            |
| I.               | 1.               | B.               | —                | odsetek          | %           | 43,1                                                         | 2                                                            | 9,8                                                          | 7,8                                                          | 5,9                                                          | —                                                            | 7,8                                                          | 2                                                            | 3,9                                                          | 3,9                                                          |

 Rysunek 1.1 Piramida populacji — struktura płci i wieku osady
| I. | OGÓŁEM | OGÓŁEM  | OGÓŁEM            | OGÓŁEM            | OGÓŁEM            | os.     | 51      | 29      | 22      |         |         |         |         |         |         |         |         |         |         |         |
| I. | —      | odsetek | odsetek           | odsetek           | odsetek           | %       | 100     | 56,9    | 43,1    |         |         |         |         |         |         |         |         |         |         |         |
| I. | 1.     | W WIEKU | W WIEKU           | W WIEKU           | W WIEKU           | W WIEKU | W WIEKU | W WIEKU | W WIEKU | W WIEKU | W WIEKU | W WIEKU | W WIEKU | W WIEKU | W WIEKU | W WIEKU | W WIEKU | W WIEKU | W WIEKU | W WIEKU |
| I. | 1.     | A.      | Przedprodukcyjnym | Przedprodukcyjnym | Przedprodukcyjnym | os.     | 15      | 10      | 5       |         |         |         |         |         |         |         |         |         |         |         |
| I. | 1.     | A.      | —                 | odsetek           | odsetek           | %       | 29,4    | 19,6    | 9,8     |         |         |         |         |         |         |         |         |         |         |         |
| I. | 1.     | B.      | Produkcyjnym      | Produkcyjnym      | Produkcyjnym      | os.     | 30      | 18      | 12      |         |         |         |         |         |         |         |         |         |         |         |
| I. | 1.     | B.      | —                 | odsetek           | odsetek           | %       | 58,8    | 35,3    | 23,5    |         |         |         |         |         |         |         |         |         |         |         |
| I. | 1.     | B.      | a.                | mobilnym          | mobilnym          | os.     | 19      | 11      | 8       |         |         |         |         |         |         |         |         |         |         |         |
| I. | 1.     | B.      | a.                | —                 | odsetek           | %       | 37,3    | 21,6    | 15,7    |         |         |         |         |         |         |         |         |         |         |         |
| I. | 1.     | B.      | b.                | niemobilnym       | niemobilnym       | os.     | 11      | 7       | 4       |         |         |         |         |         |         |         |         |         |         |         |
| I. | 1.     | B.      | b.                | —                 | odsetek           | %       | 21,5    | 13,7    | 7,8     |         |         |         |         |         |         |         |         |         |         |         |
| I. | 1.     | C.      | Poprodukcyjnym    | Poprodukcyjnym    | Poprodukcyjnym    | os.     | 6       | 1       | 5       |         |         |         |         |         |         |         |         |         |         |         |
| I. | 1.     | C.      | —                 | odsetek           | odsetek           | %       | 11,8    | 2       | 9,8     |         |         |         |         |         |         |         |         |         |         |         |

## Historia
Nazwa „gard” oznacza w języku staropruskim „gród”. 
Majątek należał na przestrzeni wieków do wielu pomorskich rodów, jak: von Mach, von Krokow (Krokowscy), Wejherowie, Chmielińscy. Od 1859 w rękach rodziny von Koss. Teodor von Koss przebudował i powiększył miejscowy pałac, urządził park i wykopał dwa stawy. Erlich von Koss dalej unowocześniał i powiększał majątek i zabudowania gospodarcze. Karl von Koss okazał się człowiekiem nieodpowiedzialnym. Prawie roztrwonił majątek rodzinny, do czego na szczęście nie dopuściła matka i wdowa po Erlichu – Elżbieta von Koss. W 1945 na wieść o zbliżającej się armii sowieckiej Elżbieta wraz z rodziną (tj. dwiema wnuczkami i synową) popełniła zbiorowe samobójstwo zażywając truciznę. Karl, który odnalazł martwą rodzinę po powrocie z polowania, również popełnił samobójstwo. Z rodziny ocalał jedynie wnuk Elżbiety, który wyjechał do Niemiec w latach 50. 
Sowieci po zajęciu pałacu doszczętnie go splądrowali. W okresie PRL-u mieścił się w nim magazyn ziemniaków miejscowego PGR-u. Budynek stopniowo niszczał, a jego wyposażenie rozkradano. W 1980, kiedy został kupiony przez Jakuba Jastrzębiec-Smólskiego, był zniszczony w prawie 80%. Nowy właściciel uratował go od ruiny, odrestaurował i urządził na nowo wnętrza. Chętnie oprowadza wycieczki i przybliża historię majątku. W miejscu dawnej lodowni, gdzie przez przypadek odkryto zwłoki członków rodziny von Koss, nowy gospodarz postawił obelisk ku czci zmarłych tragicznie poprzedników.

## Zabytki
- Pałac z 1712; przebudowany w XIX wieku. Obecnie w rękach prywatnych.